# Пункт призначення 4
«Пункт призначення 4» (англ. The Final Destination) — американський фільм жахів 2009 року, зрежисований Девідом Р. Еллісом. Вийшов 28 серпня 2009 року. Це четвертий фільм у серії Пункт призначення, а також перший, що був знятий у HD 3D. З усіх фільмів серії, ця частина має найбільші касові збори, хоча й отримала найгірші відгуки критиків.
Це останній фільм, що був випущений компанією New Line Cinema до її входження до складу Warner Brothers.